# Andrew McCollum
Andrew McCollum là họa sĩ đồ họa đầu tiên làm việc tại Facebook, là website được thành lập bởi Mark Zuckerberg và những người bạn cùng phòng ký túc xá tại đại học Harvard. Anh làm việc cho Facebook từ tháng 2 năm 2004 đến tháng 9 năm 2006. Anh là người thiết kế biểu tượng đầu tiên của website, và đã quyết định thêm hình bóng in nghiêng của Al Pacino vào biểu tượng đó. McCollum cũng đã giúp phát triển dự án bên lề của Facebook, Wirehog. Anh tốt nghiệp trường đại học Harvard năm 2007 với bằng cử nhân trong ngành khoa học máy tính.